# Pindobaçu
Pindobaçu is een gemeente in de Braziliaanse deelstaat Bahia. De gemeente telt 20.854 inwoners (schatting 2009).

## Aangrenzende gemeenten
De gemeente grenst aan Antônio Gonçalves, Campo Formoso, Filadélfia, Mirangaba, Ponto Novo en Saúde.